# بيريسترويكا
البيريسترويكا (بالروسية: перестрoйка) وتعني «إعادة الهيكلة» هي برنامج للإصلاحات الاقتصادية أطلقه رئيس للاتحاد السوفييتى، ميخائيل غورباتشوف وتشير إلى إعادة بناء اقتصاد الاتحاد السوفيتى. صاحبت البيريسترويكا سياسة غلاسنوست والتي تعني الشفافية. يطرح البعض أن تلك السياستين أدتا إلى تفكك الاتحاد السوفيتي وتفككه سنة 1990.

## برنامج البيريسترويكا
خلال الفترة الأولى من وصول ميخائيل غورباتشوف إلى السلطة (1985 - 1987)، تحدث عن تعديل التخطيط المركزي، ولكنه لم يقم بأي تغيرات جذرية حقيقة (تسريع). بعدها قدم غورباتشوف وفريقه من المستشارين الاقتصاديين إصلاحات أكثر جذرية، عرفت باسم البيريسترويكا (إعادة الهيكلة).
في يونيو 1987 وفي الجلسة العامة للجنة المركزية للحزب الشيوعي السوفيتي قدم غورباتشوف أطروحته الأساسية، التي قدمت القاعدة السياسية للإصلاح الاقتصادي للفترة المتبقية لوجود الاتحاد السوفيتي.
في يوليو 1987، وافق «السوفييت الأعلى»، وهو أعلى هيئة تشريعية سوفييتية، على مشروع «التزام الدولة» أو «مقاولات الدولة». نص القانون على أن «التزام الدولة» لها حرية تحديد مستويات الإنتاج بناء على طلب المستهلكين من الأفراد ومن الالتزامات الأخرى. كانت الجهات الملتزمة عليها تطبيق أوامر الدولة، ولكن كان لها الحرية في تقرير مصير المنتج المتبقي. اشترت الالتزامات المواد والمؤن من الموردين بعقود بأسعار متفق عليها بين الطرفين. وبحسب القانون أصبحت مقاولات الدولة ذاتية التوليد لدخلها؛ فأصبح عليها تغطية التكاليف (الرواتب، الضرائب، المواد الأساسية، والقروض وفوائدها) من عائداتها. ولم تعد الحكومة تتدخل لإنقاذ الالتزامات التي لم تكن مربحة وواجهت خطر الإفلاس.
وأخيرًا، نقل القانون الجديد السيطرة على المقاولات من الوزارات إلى تجمعات عمّالية منتخبة. كانت مسؤوليات لجنة التخطيط الحكومي تنحصر في تحديد الخطوط العريضة والتوجيهات العامّة وأولويات الاستثمار القومي، وليس صياغة خطط الإنتاج التفصيلية.
ربما كان قانون التعاونيات الذي سن في مايو 1988 أكثر الإصلاحات راديكالية خلال الفترة الأولى لحكم غورباتشوف. ولأول مرة منذ «سياسة لينين الاقتصادية الجديدة» سمح القانون بالملكية الخاصّة للمصالح في قطاعات الخدمات، التصنيع والتجارة الخارجية. فرض القانون في البدء ضرائب عالية وتحديدات للتوظيف، ولكن تلك تم مراجعتها لاحقًا لتجنب تثبيط نشاط القطاع الخاص. وبموجب هذا المرسوم، أصبحت المطاعم التعاونية، الدكاكين والمصنعين سوفيتية شرعًا!

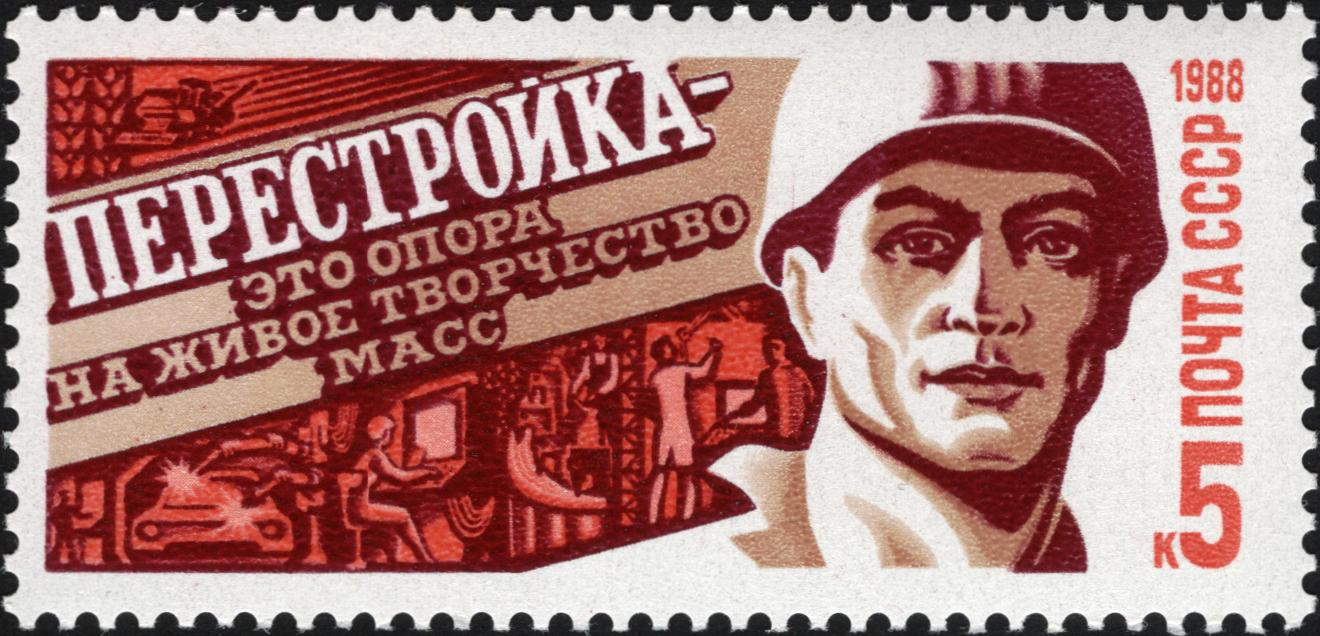
طابع بريد "البيريسترويكا"، 1988

جلب غورباتشوف إعادة الهيكلة لقطاع الاقتصاد الدولي في الاتحاد السوفيتي باستعدادات بدت جسورة للاقتصاديين السوفييت في ذلك الحين. قام برنامجه بإلغاء احتكار وزارة التجارة الخارجية للعمليات التجارية. وسمح لوزارات الفروع الاقتصادية والزراعية المتنوعة بأداء عمليات تجارية خارجية في القطاعات التابعة لها بدل ما كانت عليه الحال من تواصل غير مباشر عبر بيروقراطية مؤسسات وزارة التجارة. بالإضافة إلى ذلك، أصبح بإمكان ملتزمي الدولة من الجهات المناطقية والمحلية وحتى الأفراد القيام بعمليات تجارية خارجية.
هذا التغيير كان محاولة لتقليل القصور في نظام التجارة الخارجية السوفيتية: انعدام التواصل بين المستهلك السوفيتي والمورد وبين شريكهم الأجنبي-الخارجي.
التعديل الأكثر تأثيرًا الذي أدخله غورباتشوف على قطاع الاقتصاد الخارجي سمح للأجانب بالاستثمار في الاتحاد السوفيتي على شكل مشاريع مشتركة مع الوزارات السوفيتية ومع ملتزمي الدولة والتعاونيات. النسخة الأصلية من من قانون المشاريع السوفيتي، والذي دخل حيز التنفيذ في يونيو 1987، حدد نسبة مشاركة الأجانب بما لا يزيد عن 49 بالمئة واشترط أن يشغل مواطنون سوفييت مواقع الرئاسة والإدارة العامة لهذه المشاريع. ولكن تذمر شركاء غربيين محتملين من هذه الشروط دفع الحكومة لمراجعة الشروط والسماح بملكية أغلبية المشروع والسيطرة لجهات أجنبية. وبموجب بنود قانون المشاريع المشتركة، قدم الشركاء السوفييت القوى العاملة، البنية التحتية وأسواق محلية محتملة كبيرة. وقدم الشركاء الأجانب رأس المال، التكنولوجيا، الخبرات الالتزامية، وفي كثير من الحالات، منتجات وخدمات بجودة تنافس عالميًا.
لم تفعل التغييرات الاقتصادية التي أدخلها غورباتشوف الكثير لإعادة تنشيط اقتصاد الدولة المتلبد في نهاية الثمانيات. قللت الإصلاحات من المركزية إلى حد ما، لكن بقي التحكم بالأسعار قائمًا، وكذلك عدم إمكانية تحويل الروبل، وبقيت معظم سيطرة الحكومة على وسائل الإنتاج.
بحلول 1990 كانت الحكومة قد خسرت السيطرة على الظروف الاقتصادية. ازدادت نفقات الدولة بحدة بسبب ازدياد عدد المقاولات الخاسرة التي احتاجت لمعونة الدولة واستمر دعم البضائع للمستهلكين. انخفضت عائدات الضرائب بسبب امتناع سلطات الجمهوريات والسلطات المحلية عن تقديمها للحكومة المركزية بسبب روح الحكم الذاتي المناطقي المتنامية. وبسبب إنهاء السيطرة المركزية على قرارات الإنتاج، وخاصة في قطاع البضائع الاستهلاكية، كسرت علاقة العرض والطلب التقليدية، دون المساهمة في بناء علاقة عرض وطلب جديدة! وبالتالي، بدل أن تؤدي سياسات اللامركزية التي قدمها غورباتشوف إلى سلاسة النظام الاقتصادي، خلقت هذه السياسات معيقات إنتاجية جديدة.

## عن الولايات المتحدة
مع مرور الذكرى الثلاثين لإعلان مشروع البريسترويكا، قال ميخائيل جورباتشوف إن دولًا تحاول أن تهيمن على العالم على نحو انفرادي مثل الولايات المتحدة تحتاج إلى عملية بريسترويكا لإصلاح أوضاعها وللحد من هذه المحاولات. وقال أيضًا أن سياسات الولايات المتحدة يحددها المجمع الصناعي العسكري الذي «يوثر في السياسة والاقتصاد والفنون وكل شيء».